# ジ・インターネット (バンド)
ジ・インターネット (The Internet) は、アメリカ合衆国カリフォルニア州ロサンゼルス出身のトリップ・ホップバンド。R&B、ヒップホップ、ジャズ、ファンク、エレクトロニック・ダンス・ミュージックをブレンドした音楽を特徴とする。メンバーは、シド、マット・マーシャンズ、スティーヴ・レイシー、パトリック・ペイジ2世、クリストファー・スミスの5人で、各々ソロミュージシャンとしても活動している。
2011年、タイラー・ザ・クリエイターが主宰するヒップホップコレクティヴOdd Futureのいちグループとして結成。同年、アルバム『Purple Naked Ladies』でデビュー。2013年、2作目のアルバム『Feel Good』をリリースする。3作目『Ego Death』（2015年）は、第58回グラミー賞の最優秀アーバン・コンテンポラリー・アルバム賞にノミネートされた。2018年、4作目『Hive Mind』をリリースする。

## 歴史

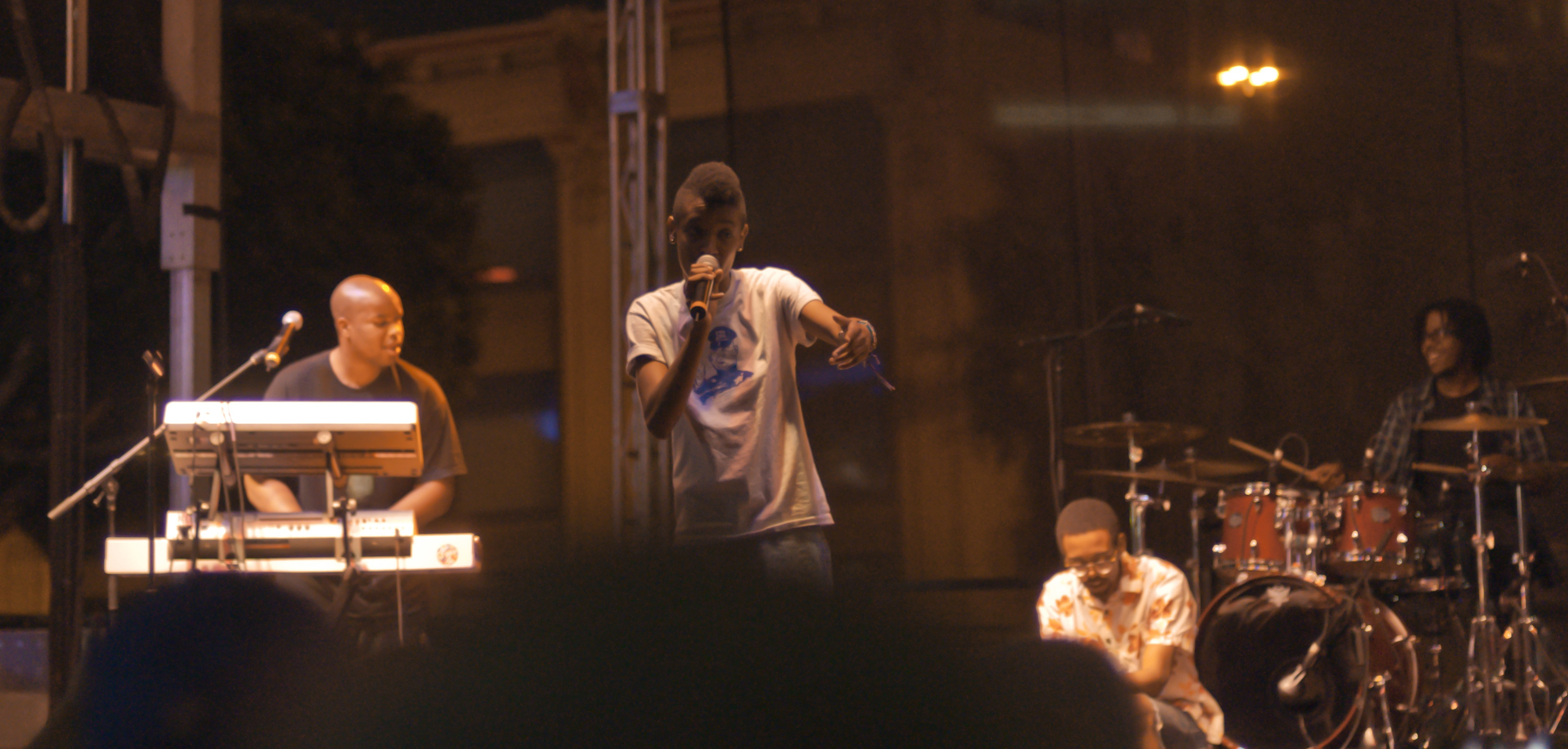
ライブで演奏するバンド（2012年）

2011年初頭、ジ・インターネットは、オッドフューチャーのメンバーであるシドとマット・マーシャンズ、ツアーメンバーのパトリック・ペイジ、クリストファー・スミス、テイ・ウォーカーによって結成された。バンド名はもともとジョークとしてスタートしたもので、レフト・ブレインがインタビュアーに出身を聞かれたら「インターネットから来たと言うつもりだ」と言ったことに着想を得た。
2011年12月19日、アルバム『Purple Naked Ladies』でデビュー。アルバムに収録されている「Cocaine」「Fastlane」の2曲は、リリースに合わせてミュージックビデオが公開された。
2013年9月24日、2作目のアルバム『Feel Good』をリリース、評論家から高い評価を受けた。
2015年6月30日に、3rdアルバム『Ego Death』をリリース。第58回グラミー賞のグラミー賞最優秀アーバン・コンテンポラリー・アルバム賞にもノミネートされ、本格的にブレイクを果たす。
『Ego Death』リリース後、バンドメンバーがソロ活動に専念する期間が続く。2017年には、マット・マーシャンズの『The Drum Chord Theory』、シドの『Fin』、スティーヴ・レイシーの『Steve Lacy's Demo』、パトリック・ペイジの『Letters of Irlevreance』、クリストファー・スミスの『Loud』などがリリースされる。
2018年7月20日、4作目のアルバム『Hive Mind』をリリースする。アルバムタイトルはアメコミのスーパーヒーローから着想を得た。
2019年10月8日、カナダのスコシアバンク・アリーナで初のスタジアム会場での単独公演をおこなった。

## メンバー
- シド（Syd） - ボーカル (2011–)
- マット・マーシャンズ（Matt Martians） - キーボード (2011–)
- スティーヴ・レイシー（Steve Lacy） - ギター、ボーカル (2015–)
- パトリック・ペイジ2世（Patrick Paige II） - ベース (2013–)
- クリストファー・スミス（Christopher Smith） - ドラムス (2013–)

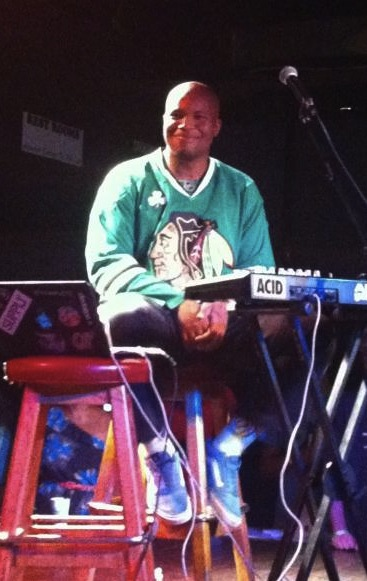
マット・マーシャンズ（キーボード）
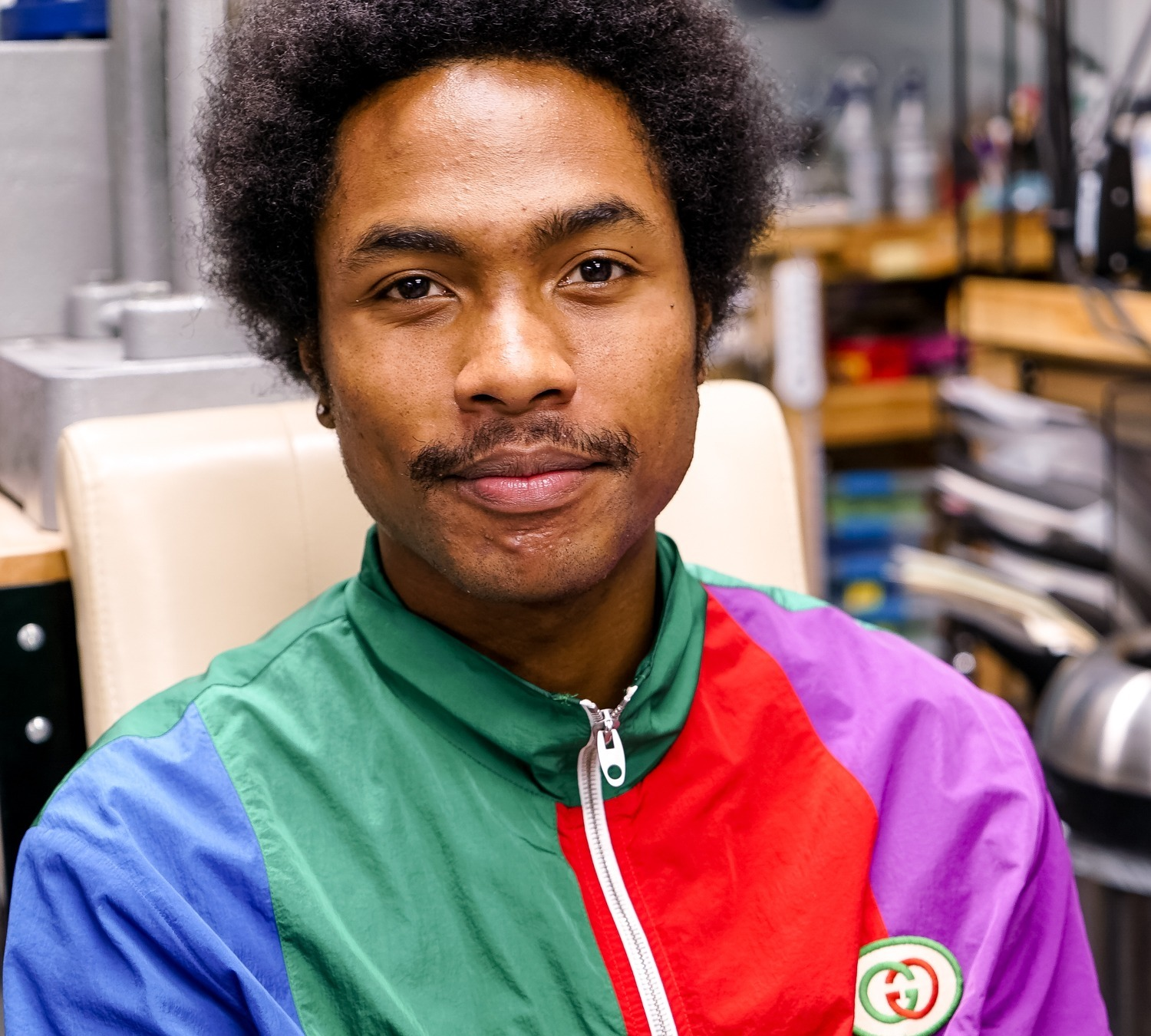
スティーヴ・レイシー（ギター・ボーカル）

### 過去のメンバー
- テイ・ウォーカー（Tay Walker） - キーボード (2011-2013)
- ジャミール・ブルーナー（Jameel Bruner） - キーボード (2013-2016) サンダーキャットの実弟

## エピソード
- Airbnbで借りた家をスタジオ代わりにレコーディングを行ったことがある。シドがポータブル・スタジオを持っており、どこでもセットアップが可能であった[10]。
- 水原希子と親交があり、2018年の「La Di Da」のMVに出演している[11]。

## ディスコグラフィ
スタジオ・アルバム
- Purple Naked Ladies (2011年)
- Feel Good (2013年)
- Ego Death - エゴ・デス (2015年)
- Hive Mind (2018年)

## 来日公演
- 2016年
  - 1月27日 東京 LIQUIDROOM
  - 7月22日 新潟 苗場スキー場 - Fuji Rock Festival
- 2018年
  - 1月24日 大阪 Umeda CLUB QUATTRO
  - 1月25日 東京 渋谷 TSUTAYA O-EAST
- 2019年
  - 2月26日 東京 新木場 STUDIO COAST
  - 2月27日 大阪 BIGCAT